# Notfallleitstelle der Deutschen Bahn
Die Notfallleitstellen (NFLS) der DB InfraGO, einer Tochter der Deutschen Bahn AG, sind koordinierende Leitstellen im Eisenbahnwesen, welche sich in den acht Betriebszentralen (BZ) der DB befinden. Sie unterstützen aus Sicht der Eisenbahn die Einsatzleitung vor Ort. Die Einsatzleitung bleibt aber bei Feuerwehr oder Rettungsdiensten. Jedoch kommen auf Bahngebiet spezielle Gefahren zum Tragen, weswegen die Notfallleitstelle im Ereignisfall nicht nur ggf. externe Einsatzleitstellen informiert, sondern auch den Notfallmanager als Vertreter der Eisenbahninfrastruktur. Ebenfalls informiert sie gegebenenfalls beteiligte Eisenbahnverkehrsunternehmen, die dann wiederum ihre spezifische Nothilfe zu einem Ereignis schicken.

## Rechtliche Grundlage
Die Eisenbahngesellschaften sind laut Allgemeinem Eisenbahngesetz (AEG) § 4 Absatz 3 dazu verpflichtet,
1. ihren Betrieb sicher zu führen und
2. an Maßnahmen des Brandschutzes und der Technischen Hilfeleistung mitzuwirken.

Eisenbahnen sind zudem verpflichtet, die Eisenbahninfrastruktur sicher zu bauen und in betriebssicherem Zustand zu halten.

## Ereignisfall

### Anforderungen
Die Anforderung an die NFLS ist, die Koordination eisenbahnseitig und mit den externen Einsatzleitstellen sicherzustellen. Sofern möglich gilt es auch die größtmögliche Sicherheit bei entsprechenden Ereignissen zu gewährleisten (Sperrungen veranlassen, Stromabschaltung).
Ebenfalls muss eine gerichtsfeste Dokumentation des Ereignisses erstellt werden.

### Beispiele

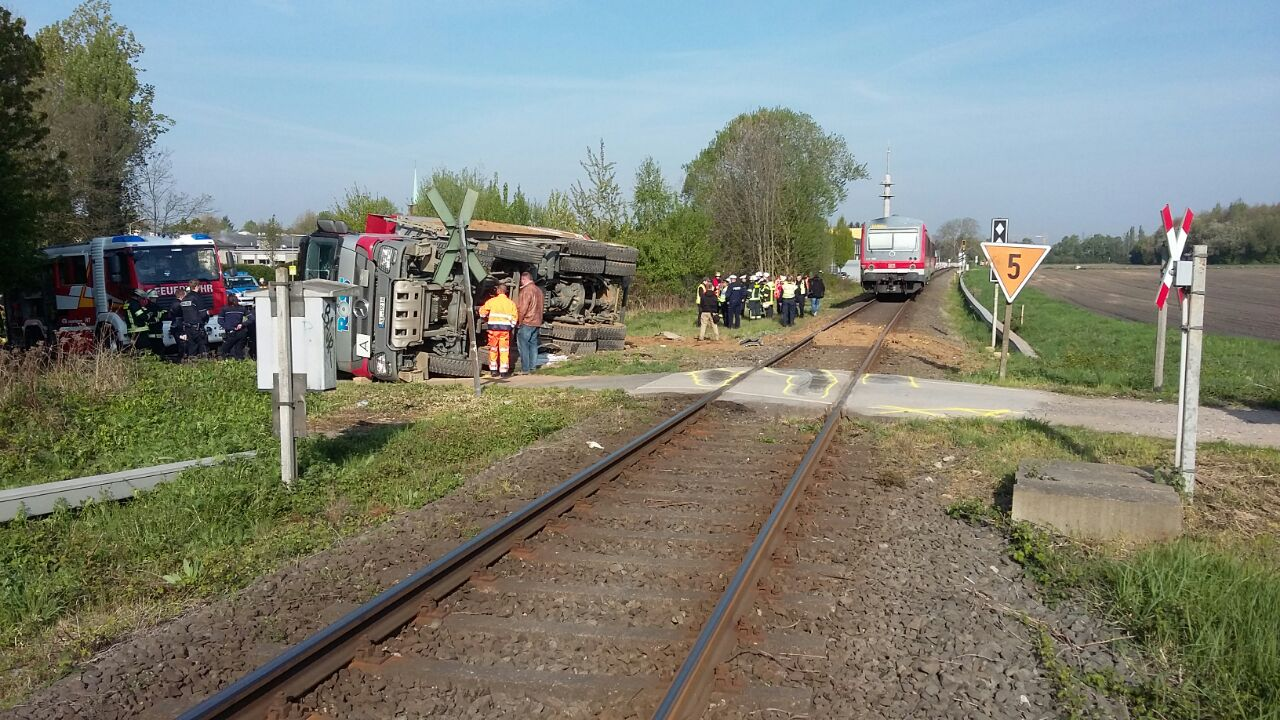
Eine DB BR 628 kollidierte am 20. April 2017 in Bergheim, Rhein-Erft-Kreis mit einem LKW auf einem unbeschrankten Bahnübergang.

Wenn ein unvorhergesehener, nicht planbarer Fall eintritt, werden bahnspezifische Maßnahmen durch die Notfallleitstelle eingeleitet.
Eine Auswahl der am häufigsten eintretenden Fälle:
- Notarzt- / Polizeieinsatz am Bahnsteig / im Zug (falls Fahrgäste oder das Zugpersonal den Rettungsdienst oder die Polizei benötigen, zum Beispiel beim Fahren ohne gültigen Fahrschein (lt. § 265a StGB: Beförderungserschleichung) und mangelnder, ungenügender oder nicht nachvollziehbarer Identifikation des Fahrgastes)
- Personenunfall am bewegten Fahrzeug (Einsteige- / Aussteigeunfälle, Schienensuizide, Überquerungsunfälle (Unfälle beim Überqueren von Bahnanlagen, auch Bahnübergängen))
- Behördliche Maßnahmen (Sperrungen oder anderweitige bahntechnische Anordnungen (zum Beispiel das sogenannte „Fahren auf Sicht“) durch anordnende Behörden wie bspw. Polizei oder Feuerwehr)
- Bahnübergangsunfälle (Unfälle mit Straßenverkehrsteilnehmern (auch Fahrradfahrer und Fußgänger) an Bahnübergängen; nachdem Bahnübergänge in der StVO (§ 19) gesondert benannt werden, fällt dies, als einziger bahnspezifischer Zwischenfall, in den Zuständigkeitsbereich der Landespolizei)
- Fahrzeugstörungen, wenn das Fahrzeug mehr als 30 Minuten mit Fahrgästen auf der 'freien Strecke' (wobei hier die Definition 'ohne Bahnsteig' gilt) steht. Durch eine interne Vorgabe der Deutschen Bahn müssen bei 30 Minuten Standzeit ohne Bahnsteig Notfallpläne ausgearbeitet sein, wie man den entsprechenden Zug an eine geeignete Stelle mit Bahnsteig bewegen kann. Falls dies nicht möglich ist, muss eine Evakuierung eingeleitet werden. Dazu werden Gleise gesperrt und der Notfallmanager sowie die Nothilfe des betreffenden Eisenbahnverkehrsunternehmens angefordert.
  - Dies gilt auch bei Signal- / Weichen- / Stellwerksstörungen (sämtliche Störungen an der Infrastruktur, die ein Fahren unzulässig machen), wenn dadurch Züge unverschuldet mehr als 30 Minuten ohne Bahnsteig stehen.
- Entgleisungen (als Entgleisung gilt das Abheben des Rades von der Schiene, dies gilt auch dann als Entgleisung, wenn das Fahrzeug sich selbstständig wieder eingleist.)Eine Entgleisung in Nürnberg. – Das Rad hat keinen ausreichenden Kontakt zum Gleis

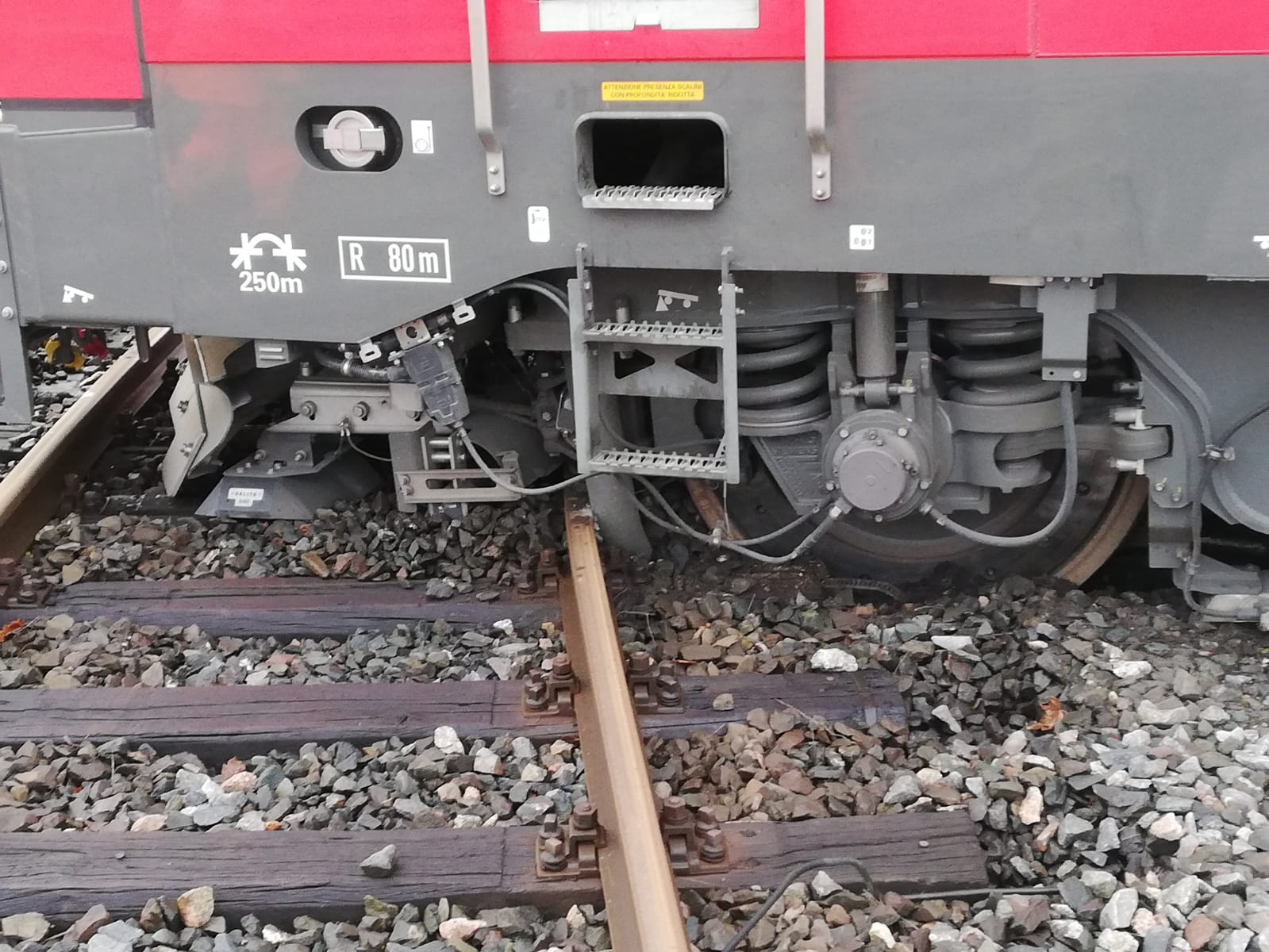
Eine Entgleisung in Nürnberg. – Das Rad hat keinen ausreichenden Kontakt zum Gleis

- Aufpralle (zum Beispiel auf andere Fahrzeuge, auf mobile Signale (Sh2-Tafel), auf Prellböcke)
- Feuer im Zug / Feuer in Gleisnähe / Feuer auf dem Bahnsteig
- Unkonventionelle Spreng- und Brandvorrichtung, kurz USBV, (im Bahnjargon auch NZG (= Nicht zuzuordnendes Gepäckstück) genannt, wobei nicht jedes NZG eine USBV darstellt)
- Sonstige Kollision (zum Beispiel mit Gegenständen, die im Gleis platziert wurden, oder auch mit Wildtieren)

## Kompetenzen
Die Notfallleitstelle darf den Zugverkehr oder einzelne Züge via Nothaltauftrag des örtlichen Fahrdienstleiters sofort zum Halten bringen, Strecken sperren lassen und sämtliche benötigte Schutzmaßnahmen veranlassen. Ebenfalls hat sie einen bundesweiten ‚direkten Draht‘ zu den örtlichen Einsatzleitstellen der Feuerwehren, Technischen Hilfswerke, Rettungsdienste und der zuständigen Polizei.
Bei größeren Ereignissen kann die NFLS auch spezielle Fahrzeuge anfordern, wie zum Beispiel die sogenannten Turmtriebwagen, die unter anderem bei Störungen in der Oberleitung zum Einsatz kommen. Auch spezielle Hilfeleistungszüge (Rettungszüge, Hilfszüge, Kranzüge) dürfen und müssen teilweise angefordert werden.
Nach einem Ereignis ist die Notfallleitstelle die einzig befugte Stelle im Bereich der DB, die die Sperrung einer Strecke beziehungsweise eines Bahnhofes oder einer sonstigen Bahnanlage in enger Abstimmung und nur nach Zustimmung des Notfallmanagers aufheben lassen darf. Hierfür gibt es eigene Vordrucke und einzuhaltende Richtlinien.

## Ausstattung
Der NFLS stehen neben bahnspezifischem Kartenmaterial mit Bahnkilometrierung auch sogenannte Zuwege-Karten zur Verfügung. Ebenfalls weiß die NFLS um technische Besonderheiten von spezifischen Anlagen (Beispielsweise die Bauart von Bahnübergängen, Brücken und Tunneln, aber auch Streckenklasse und Weichenradien).